# Mark Dreyfus
Mark Dreyfus (ur. 3 października 1956 w Perth) – australijski prawnik i polityk, członek Australijskiej Partii Pracy (ALP). Od 2007 poseł do Izby Reprezentantów. W roku 2013 zajmował szereg stanowisk w gabinecie federalnym Australii, m.in. prokuratora generalnego Australii. Ponownie objął ten urząd 1 czerwca 2022 roku.

## Życiorys

### Kariera zawodowa
Jest absolwentem prawa na University of Melbourne. W latach 1979–1981 pracował w administracji lokalnej w Darwin. W latach 1982–1985 praktykował jako radca prawny, zaś w latach 1987-2007 jako adwokat. Od 1985 do 1987 był doradcą stanowego prokuratora generalnego Wiktorii.

### Kariera polityczna
W 2007 został wybrany do Izby Reprezentantów jako kandydat ALP w okręgu wyborczym Isaacs. W latach 2010–2013 był wiceministrem zmian klimatycznych i efektywności energetycznej. Jednocześnie pełnił funkcję sekretarza gabinetu, choć sam nie był jego członkiem. Równolegle w latach 2011–2013 był też wiceministrem przemysłu i innowacji. W lutym 2013 został awansowany do składu gabinetu, gdzie początkowo objął stanowiska prokuratora generalnego i ministra ds. zarządzania kryzysowego, zaś od marca 2013 był równocześnie ministrem ds. służby cywilnej oraz specjalnym ministrem stanu. We wrześniu 2013 wraz z całą swoją partią przeszedł do opozycji, a w kolejnym miesiącu został powołany przez nowego lidera ALP Billa Shortena w skład jego gabinetu cieni.